# Bosque de los Pirineos
El bosque de los Pirineos es una ecorregión de la ecozona paleártica, definida por el WWF, que se extiende por la cordillera de los Pirineos, que marcan la frontera entre Francia y España, y se caracteriza por altos niveles de biodiversidad. Pertenece al bioma forestal mixto templado de la Ecozona Paleártica. De las 3500 especies de plantas protegidas por la ecorregión, aproximadamente 200 son endémicas y la fauna en peligro de extinción incluye el oso pardo y el alimoche. Aunque todavía hay áreas de hábitat prístino, la tala, los centros turísticos de deportes de invierno y las presas representan una gran amenaza para esta ecorregión única.

## Descripción
Es un bosque de montaña clasificado en el bioma de los bosques templados de frondosas y mixtos que ocupa 25.900 kilómetros cuadrados en los Pirineos, entre Francia, España y Andorra.

## Flora
La diversidad es muy alta, con 3.500 especies. Los Pirineos se encuentran en la frontera entre las regiones biogeográficas euro-siberianas y mediterráneas y se dividen en tres grandes sectores bioclimáticos. La parte occidental se ve afectada por los flujos de aire fresco y húmedo del Atlántico, el sector continental central por el clima frío y seco, y la sección oriental por la influencia mediterránea cálida y seca. También se caracterizan por una gran diversidad en las capas altitudinales de los tipos de bosque. Las áreas bajas de piedra caliza tienen un tipo de vegetación mediterránea, donde predomina una mezcla de especies de hoja perenne (principalmente Quercus ilex) y caducifolio (Quercus faginea, Quercus pubescens, Tilia platiphyllos, Acer opalus), mientras que el alcornoque y el pino piñonero forman grandes lechos sobre sustratos silíceos en el extremo oriental, cerca del Mediterráneo. La altitud media alberga bosques mixtos de hoja caduca (Quercus petraea, Quercus pubescens, Fagus sylvatica) y bosques de pino silvestre y pino salgareño, así como reliquias de bosques de enebro (Juniperus thurifera). Las altas montañas se componen principalmente de una mezcla de haya común y abeto blanco, así como de pino negro en las regiones continentales del interior. Por encima de la línea de árboles están finalmente las áreas de pradera alpina que albergan muchas especies endémicas.

## Fauna
Entre las especies amenazadas se encuentran el oso pardo (Ursus arctos) y el quebrantahuesos (Gypaetus)

## Endemismos
Se han descrito unas doscientas especies de plantas endémicas.

## Estado de conservación
Vulnerable. Aunque bien conservada, la ecorregión está amenazada por la tala de bosques y la construcción de embalses y estaciones de esquí.

## Protección
Parques Nacionales

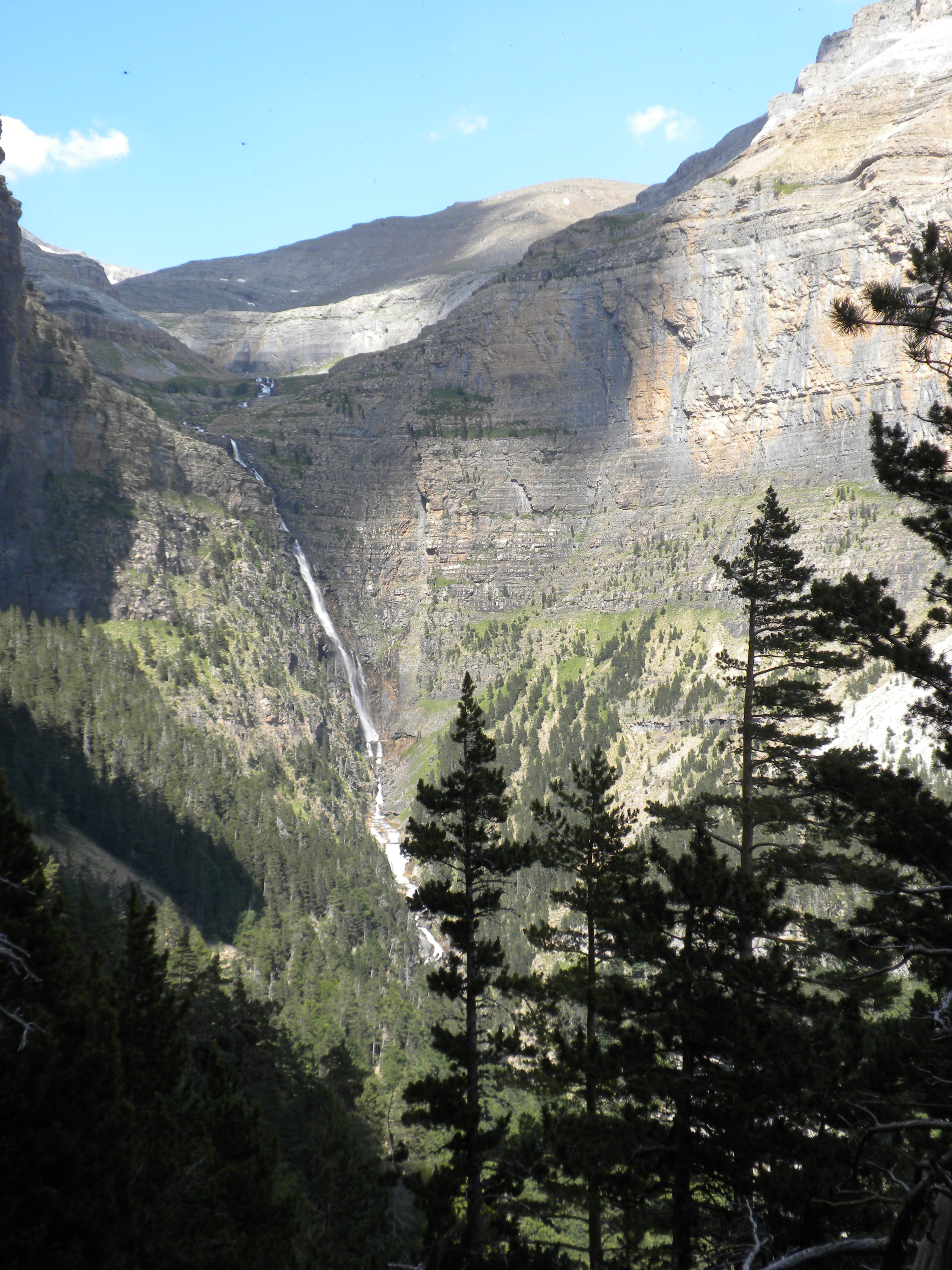
Parque Nacional de Ordesa y Monte Perdido, una de las áreas de mayor biodiversidad de los Pirineos.

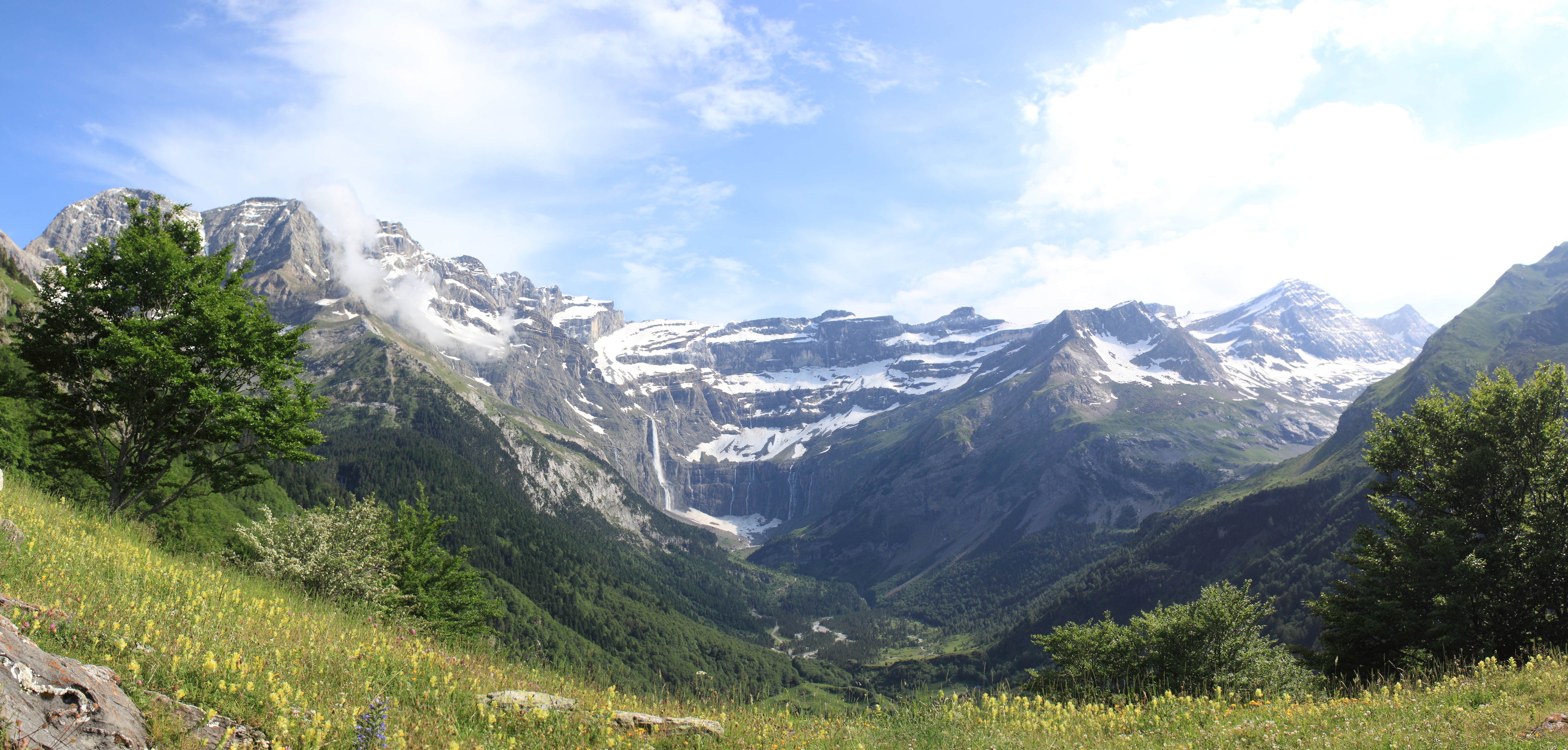
Circo de Gavarnie, en el Parque Nacional de los Pirineos (Francia).

- Parque Nacional de los Pirineos (Francia)
- Parque Nacional de Ordesa y Monte Perdido (España)
- Parque Nacional de Aigüestortes y Estany de Sant Maurici (España)

Parques naturales
- Parque natural de los Valles Occidentales (España)
- Parque natural del Alto Pirineo (España)
- Parque natural Posets-Maladeta (España)
- Parque natural regional de los Pirineos catalanes (Francia)
- Parque natural de Sorteny (Andorra)
- Parque natural de la Sierra y los Cañones de Guara (España)
- Parque natural del Cadí-Moixeró (España)
- Parque natural Señorío de Bértiz (España)

Otras figuras de protección
- Selva de Irati
- Paraje natural de interés nacional de la Albera
- Monumento natural de los Glaciares Pirenaicos